# De colores
«De colores» es una canción tradicional muy reconocida en el mundo de habla hispana. Se utiliza ampliamente como canción en los Cursillos de Cristiandad católicos. Se asocia también con el sindicato United Farm Workers of America.

## Historia y orígenes de la canción
La canción está asociada con el folclore mexicano, pero no se sabe con seguridad cuándo y dónde se originó la canción. Se cree que está en circulación en América desde el siglo XVI en el México prehispánico, junto con melodías traídas de España durante la era colonial. Se piensa que algunas versiones de las letras cantadas las creó un grupo de participantes en Mallorca, España, en uno de los primeros retiros espirituales en los años 1940.

## Grabaciones
«De colores» ha sido grabada por diversos artistas internacionales, incluyendo Los Lobos, Joan Báez, Raffi, Nana Mouskouri, Tish Hinojosa, Arlo Guthrie, José Luis Orozco, Lucky Díaz, Justo Lamas, Baldemar Velásquez, Tara Strong, Rachael Cantú, Pete Seeger, Tao Rodríguez Seeger, entre muchos otros más; y aparece referenciada en la canción de los Flobots «Handlebars». El grupo que la hizo famosa en su tiempo fue la Estudiantina de la Universidad de Guanajuato, que a la fecha sigue siendo una pieza que identifica al grupo donde quiera que se presenta.

## En novelas
En la novela de Alison Mackie Crónicas gitanas, el personaje beatífico Angicaro canta «De colores» en un autobús.
En la novela de Juan Marsé La oscura historia de la prima Montse, uno de los personajes acude a unos cursillos católicos y cantan "De Colores".